# Liste der Kulturdenkmale in Lehen (Freiburg im Breisgau)

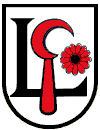

Diese Liste beschreibt die denkmalgeschützten Gebäude in Lehen, seit 1971 Ortsteil von Freiburg im Breisgau.
| Bild           | Bezeichnung             | Lage                                | Datierung                    | Beschreibung | ID |
| -------------- | ----------------------- | ----------------------------------- | ---------------------------- | --- | -- |
| Weitere Bilder | Kirche St. Cyriak       | Lehen, Kirchbergstraße 8 (Karte)    | 1139                         | St. Cyriak (Lehen) |    |
| Weitere Bilder | Pfarrhaus               | Lehen, Kirchbergstraße 6 (Karte)    | 18. Jahrhundert              | Dreiseitanlage, Massivbauten, |    |
| Weitere Bilder |                         | Lehen, Kirchbergstraße 13 (Karte)   | 1794 (Datierung am Türsturz) | Traufhaus, Massiv- und Fachwerkbau. Eingeschossiges Haus auf Kellersockel. Links der Wohnteil, rechts der Wirtschaftsteil. Die Traufseite aus Fachwerk. Zugang über zweiarmige Steintreppe. Innen befindet sich ein alter Wandschrank. Das Haus liegt gegenüber dem Kircheingang und Pfarrhaus |    |
| Weitere Bilder | Wirtschaftsgebäude      | Lehen, Bundschuhstraße 32 (Karte)   | 18. Jahrhundert              | Walmdachhaus, Massivbau 18. Jahrhundert. Es ist der südliche Teil der ehemaligen Zehntscheuer und hat zur Straße ein rundbogiges Tor. Nach Westen einen niedrigen Anbau mit Fenstern und Eingang. |    |
| Weitere Bilder | Altes Schloß            | Lehen, Bundschuhstraße 41 (Karte)   | vor 1310                     | Walmdachhaus, Massivbau, bereits als Besitz der Grafen von Freiburg genannt. Heutiger Bau wurde nach einem Brand im Dreißigjährigen Krieg wieder errichtet. Die zugehörigen Ökonomiegebäude sind aus dem 18. Jahrhundert. |    |
| Weitere Bilder |                         | Lehen, Breisgauerstraße 24 (Karte)  |                              | Giebelhaus, Massiv- und Fachwerkbau. Es ist ein eingeschossiges Haus auf Kellersockel. Am rückwärtigen Giebel und an der rechten Seite Fachwerk. Zum Eingang führt eine zweiarmige Steintreppe. Am Fuß des vorderen Laufes ein rundbogiges Kellertor mit abgefastem Gewände |    |
| Weitere Bilder |                         | Lehen, Breisgauerstraße 26          | 1811 (Datum an Treppenwange) | Giebelhaus. Eingeschossiges Haus auf abgesetztem Kellersockel, der rückwärtige Giebel ist aus Fachwerk. An der rechten Traufseite ist der Eingang über eine zweiarmige Treppe mit Steingeländer und Handlauf. Am vorderen Handlauf eine Plakette mit den Initialen BF/TL, der Jahreszahl 1811 und Winzergeräten. Die Winzergeräte sind auch auf dem Keilstein des Haussturzes. Unter der Treppe Kellertor. Rechts ein Waschhaus |    |
| Weitere Bilder | Gasthaus „zum Hirschen“ | Lehen, Breisgauerstraße 47 (Karte)  | 18. Jahrhundert              | Vierseithof, Massivbau |    |
| Weitere Bilder | ehem. Weiherschloß      | Lehen, Breisgauerstraße 52 (Karte)  | 16. Jahrhundert              | Walmdachhaus, Massivbau, erneuert 1587 (Datum auf Tafel) |    |
| Weitere Bilder |                         | Lehen, Breisgauerstraße 48 (Karte)  | 18. Jahrhundert              | Giebelhaus, Massivbau. Zurückgesetztes zweigeschossiges Haus auf Kellersockel, traufseitiger Eingang über eine Treppe. Neben dieser ein Kellertor, welches links rundbogig abgefast und rechts korbbogig ist. An der vorderen Hausecke neu versetztes Stichbogentor, den Sturz bezeichnet „MICHEL/TEXTOR/DOCTOR/MARIA/PROM=/BACHIM“, dazwischen deren Wappen und das Datum 1588. |    |
| Weitere Bilder |                         | Lehen, Breisgauerstraße 50 (Karte)  | 18. Jahrhundert              | Massivbau. Unmittelbar an Nr. 48 angebaut bei gleicher Firsthöhe. Der Bau ebenfalls zweigeschossig auf Kellersockel. Im Obergeschoss zusammen mit Haus Nr. 50 eine Steintafel mit Wappen Textor/Prombach „1594 MICHAEL SPOTOR V. I. S. /Der VORSTÄTTEN ADVOCAT/MARIA PROMBÄCHIN VON OFFENBURG, darunter ANO 1790/AN EN GEOR WEISEL/VON LEHN VERKAUFT WORDEN/UND DESEN EHEFRAU/CATHARINA MEIERIN/VON VEHAUSEN/RENOVIERT 1794“. War zusammen mit Haus Nr. 48 vermutlich das Verwalterhaus und das ehemalige Hoftor zum Weiherschloß (Haus Nr. 52) |    |
| Weitere Bilder |                         | Lehen, Breisgauerstraße 49 (Karte)  | 18. / 19. Jahrhundert        | Parallelhof eingeschossiges, zweiachsiges Wohnhaus mit ausgebautem Sockelgeschoss. Der Giebel ist aus Fachwerk unter Putz. An der rechten Seite einachsiger Anbau |    |
| Weitere Bilder |                         | Lehen, auf dem Lehener Berg (Karte) | 1856                         | Wegkreuz, Corpus an lilienförmig endenden Kreuzbalken über unbezeichnetem Pfeilersockel |    |
| Weitere Bilder | Herdertürmle            | Lehen, auf dem Lehener Berg (Karte) | 1894                         | Gebaut wurde es vom Freiburger Hans Josef Hutter, dessen Witwe verkaufte es an den Verlagsbuchhändler Hermann Herder. Dieser nutzte den Turm, um seinen „Zöglingen“ – heute Auszubildende – sonntags einen Ort zur Erholung zu geben. Im Ersten Weltkrieg war der Turm ein Aussichtspunkt für die Artilleriekompanie, die in Lehen stationiert war. Auch im Zweiten Weltkrieg wurde es militärisch genutzt, es war eine Flakstellung. Nach dem Zweiten Weltkrieg wurde es wegen des Wohnungsmangels von einer Familie als Wohnung genutzt. Man geht davon aus, dass es auf dem Platz einer ehemaligen Kapelle gebaut wurde, diese Kapelle wurde wahrscheinlich vom Adelhauser Kloster dort gebaut, das in Lehen Besitzungen hatte. |    |
|                |                         | Lehen, Breisgauerstraße 53          | um 1800                      | Inzwischen abgerissen, es war ein Giebelhaus eingeschossig auf Kellersockel, die einfache Giebelfront erhaltenswert als Kopfbau der geschlossenen Häuserzeile Nr. 45–53 |    |
|                |                         | Lehen, Breisgauerstraße 45          | 18. / 19. Jahrhundert        | Inzwischen abgerissen. Giebelhaus, Massivbau |    |